# Borak (biljni rod)
Borak ( lat. Hippuris), biljni rod iz porodice trpučevki. Sastoji se od 3 vrste trajnica, močvrnog bilja i vodenih polugrmova iz Euroazije i Sjeverne Amerike.
U Hrvatskoj postoji jedna vrsta, obični borak ili mačji rep H. vulgaris .

## Vrste
1. Hippuris montana Ledeb. ex Rchb.
2. Hippuris tetraphylla L.f.
3. Hippuris vulgaris L.